# Bataille de Cerro Grande
Révolution chilienne de 1859
La bataille de Cerro Grande est livrée le 29 avril 1859 pendant la révolution chilienne de 1859. Elle oppose à Cerro Grande, à proximité de La Serena, les forces gouvernementales commandées par Juan Vidaurre Leal aux rebelles libéraux de Pedro León Gallo. Ces derniers sont battus malgré leur supériorité numérique, leur défaite mettant également un terme à leur rébellion.

## Sources
- Salvatore Bizzarro, Historical Dictionary of Chile, The Scaregrow Press, Inc. Metuchen, New-Jersey, 1972,  (ISBN 0-8108-0497-2)
- Robert L. Scheina, Latin America's Wars, the age of the Caudillo, 1791-1899, Brassey's Inc., Dulles, Virginie, 2003,  (ISBN 1-57488-450-6)